# Pommier (Creuse)
Pommier era una comuna francesa que estaba situada en el departamento de Creuse, de la región de Nueva Aquitania, que entre 1790 y 1794 pasó a formar parte de la comuna de Saint-Dizier-Leyrenne.

## Demografía
No constan datos demográficos de la comuna en el momento de su fusión.